# Hausdülmen
Hausdülmen ist seit 1975 einer der Ortsteile der Stadt Dülmen im Kreis Coesfeld. Er liegt nahe Dülmen in Richtung Haltern. Das Dorf hat etwas mehr als 2100 Einwohner.

## Geschichte

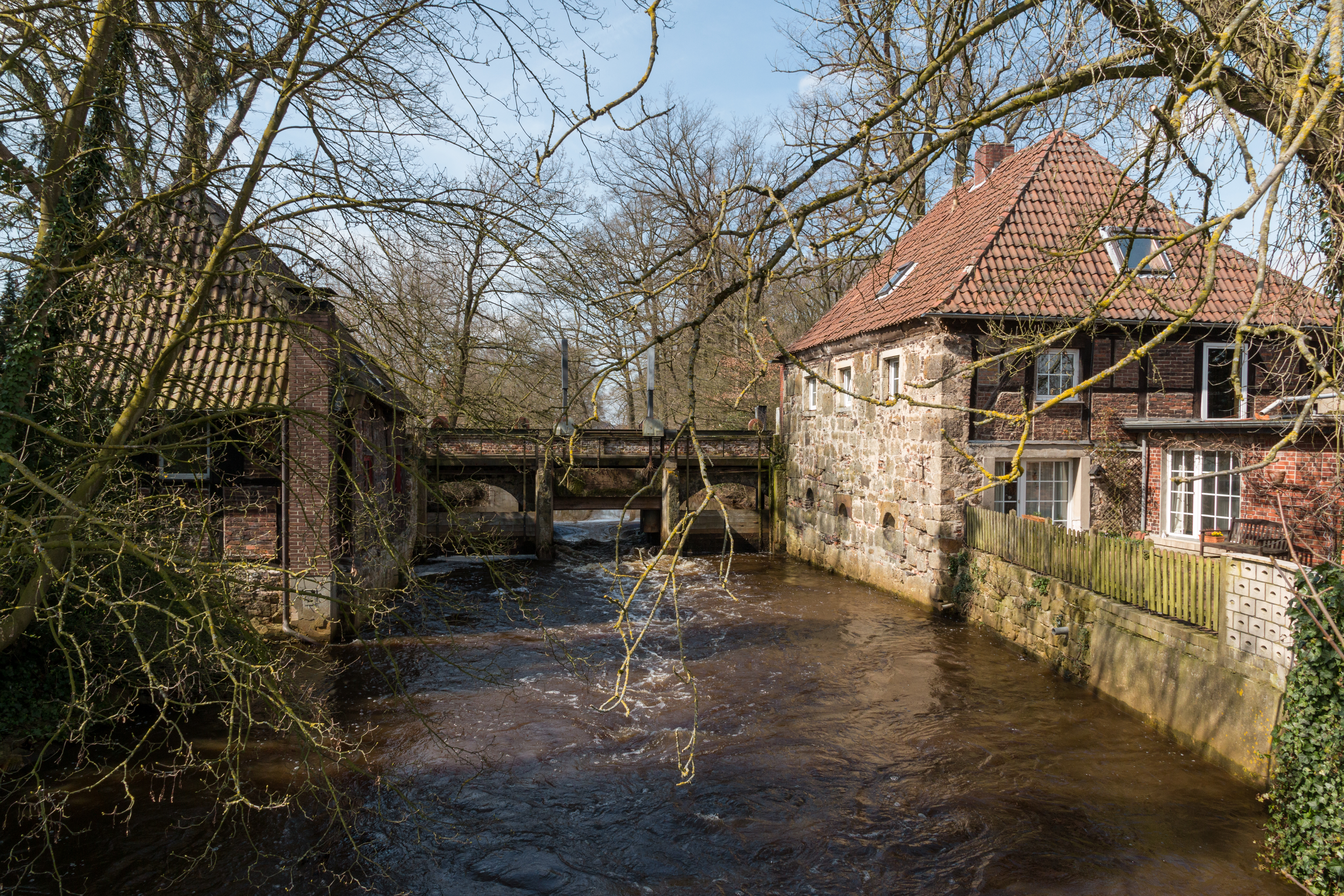
„Große Teichsmühle“ bei Hausdülmen

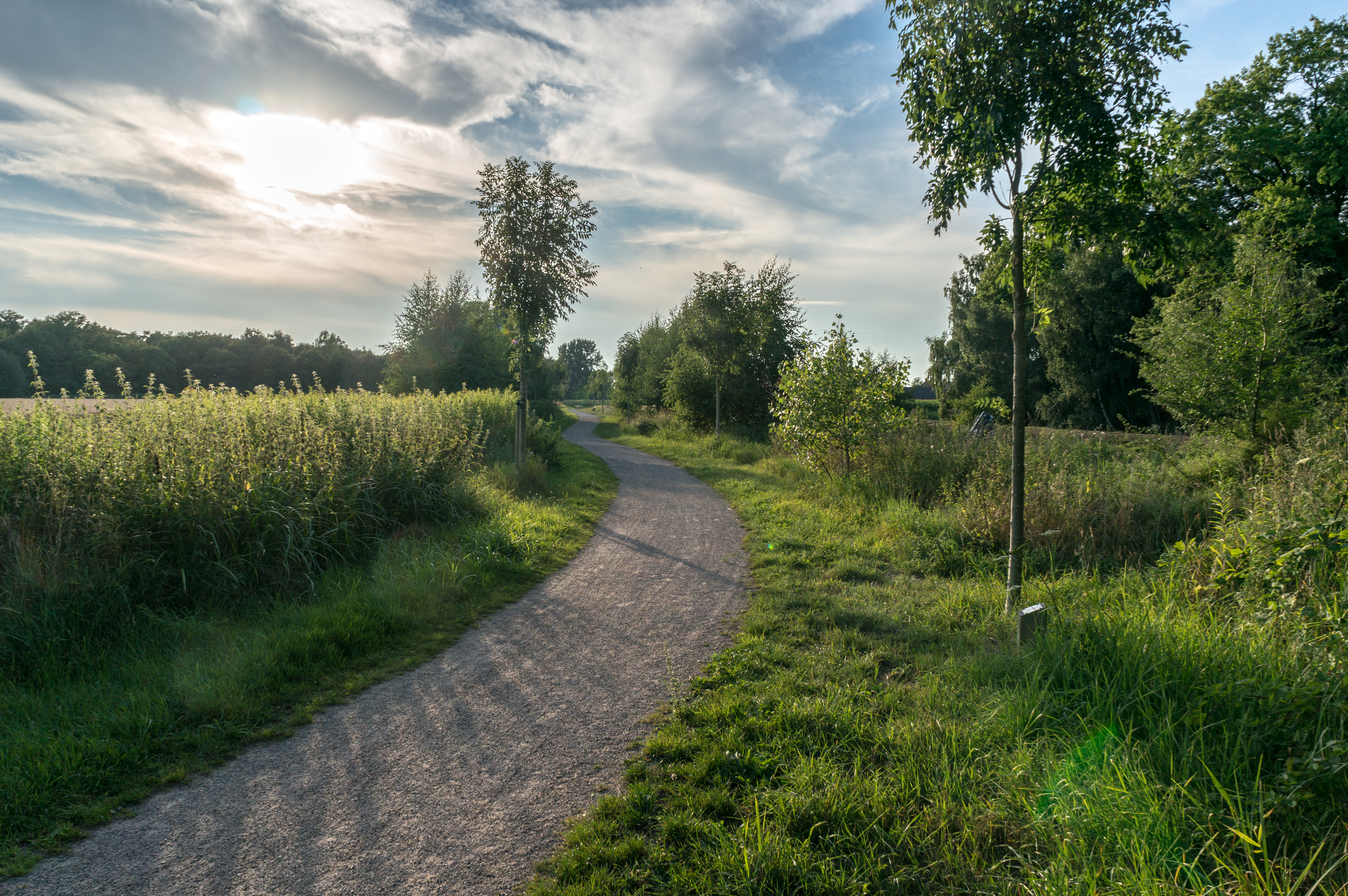
Hochzeitsallee nahe der Großen Teichsmühle

Zum Schutz seines Landes ließ der Münsteraner Bischof Burchard von Holte im Frühjahr 1115 eine einfache Burg (oder besser ein Festes Haus) errichten: „dat hues to Dulmene“. 1121 wurde die Burg durch Herzog Lothar von Sachsen zerstört. Erst 1137 wurde die Grenze auf Veranlassung von Bischof Werner mit einer Burg in Hausdülmen wieder gesichert. Im 13. Jahrhundert wurden aus den vier Burgmannshöfen acht. Auch die 1231 erneuerte, dem Heiligen Mauritius geweihte Burgkapelle befand sich dort. Vor der Burg befanden sich zudem Häuser und Ställe des Gesindes, weil diese keinen Platz in der Burg fanden. Gegen Angreifer wurde die so genannte Freiheit durch Umflutgräben und Wälle gesichert. Der Wert der Burg sank allerdings durch die Aufkommen von Feuerwaffen in den Jahren des 14. und 15. Jahrhunderts ständig. Zuletzt waren 1451 Reiter des Herzogs von Kleve in der Burg stationiert. Danach hatte die Burg keine bedeutende militärische Rolle mehr.
Dank der Funktion als landesherrlicher Residenzort war 1532 Bischof Franz von Waldeck Gast in Haus Dülmen, als dieser sein Bistum von dort regierte. Er brach von Haus Dülmen aus die Herrschaft der Täufer in Münster. Nach Münsters Eroberung wurden die Anführer Jan van Leyden, Bernhard Knipperdolling und Bernhard Krechting 1535 für sechs Monate im Bergfried eingekerkert (und danach am 22. Januar 1536 in Münster hingerichtet). Die Truppen des Herzogs von Alba zerstörten im spanisch-niederländischen Krieg (1568 bis 1609) die Burg mit Ausnahme des Turms, der gegen Ende des 18. Jahrhunderts niedergerissen wurde. Die Amtsverwaltung verließ 1657 Hausdülmen und wechselte ihren Sitz nach Dülmen. Die Geschichte der Landesburg Haus Dülmen endet damit im 16. Jahrhundert. Sie wurde nur noch wenig genutzt und zerfiel nach und nach. 1704 bewohnte die Burg nur noch der Amtsjäger. 1777 wurden der Bergfried und die Reste der Ringmauer abgerissen. Aus der Burg „Haus Dülmen“ entwickelte sich nach und nach der Ort „Hausdülmen“. (Der heutige Kapellenbau aus dem 17. Jahrhundert ist heute das älteste Gebäude in Hausdülmen.)
Im 19. Jahrhundert war die Textilproduktion der wirtschaftliche Mittelpunkt. Danach wurden im Zuge der Industrialisierung die meisten Weber Fabrikarbeiter oder Bauern. Der Erste Weltkrieg ging fast spurlos an Hausdülmen vorüber, selbst im Zweiten Weltkrieg wurden nur drei Gebäude zerstört. Allerdings befand sich in der Nähe von Hausdülmen während des Ersten Weltkrieges ein Kriegsgefangenenlager, das „Dullmen Camp“. Vom Lager ist noch das Haus des Kommandanten erhalten, es dient heute als Wohnhaus. Der Friedhof des Lagers wurde um 1965 herum an den heutigen Standort Friedensallee verlegt, auf dem Ehrenfriedhof ruhen etwa 600 verstorbene Kriegsgefangene vor allem aus Russland und Rumänien.
Am 1. April 1930 verlor die Gemeinde Hausdülmen ihre Eigenständigkeit und wurde in die Gemeinde Kirchspiel Dülmen eingegliedert. Am 1. Januar 1975 wurde Kirchspiel Dülmen zusammen mit Hausdülmen durch das Münster/Hamm-Gesetz unter neuer Grenzziehung in die Stadt Dülmen eingemeindet.
Die Bezeichnung Pielen, mit der im Volksmund die Hausdülmenerinnen und Hausdülmener genannt werden, geht übrigens auf eine umfangreiche Gänsehaltung zurück. Belegt wird dies durch Lieferungen von Gänsefedern 1656 an den Bischof von Münster. Heute erinnert der Dorfbrunnen mit Gänsehüterin und Gänsen an diese Geschichte.

## Sehenswertes
- St.-Mauritius-Kirche, über die auch der Kapellenbau aus dem 17. Jahrhundert erreichbar ist
- Größtes nordwestdeutsches Karpfenteichgut (im Besitz des Herzogs von Croÿ)
- Flugplatz Borkenberge
- Große Teichsmühle
- Hochzeitsallee
- Ehrenfriedhof

Hausdülmen
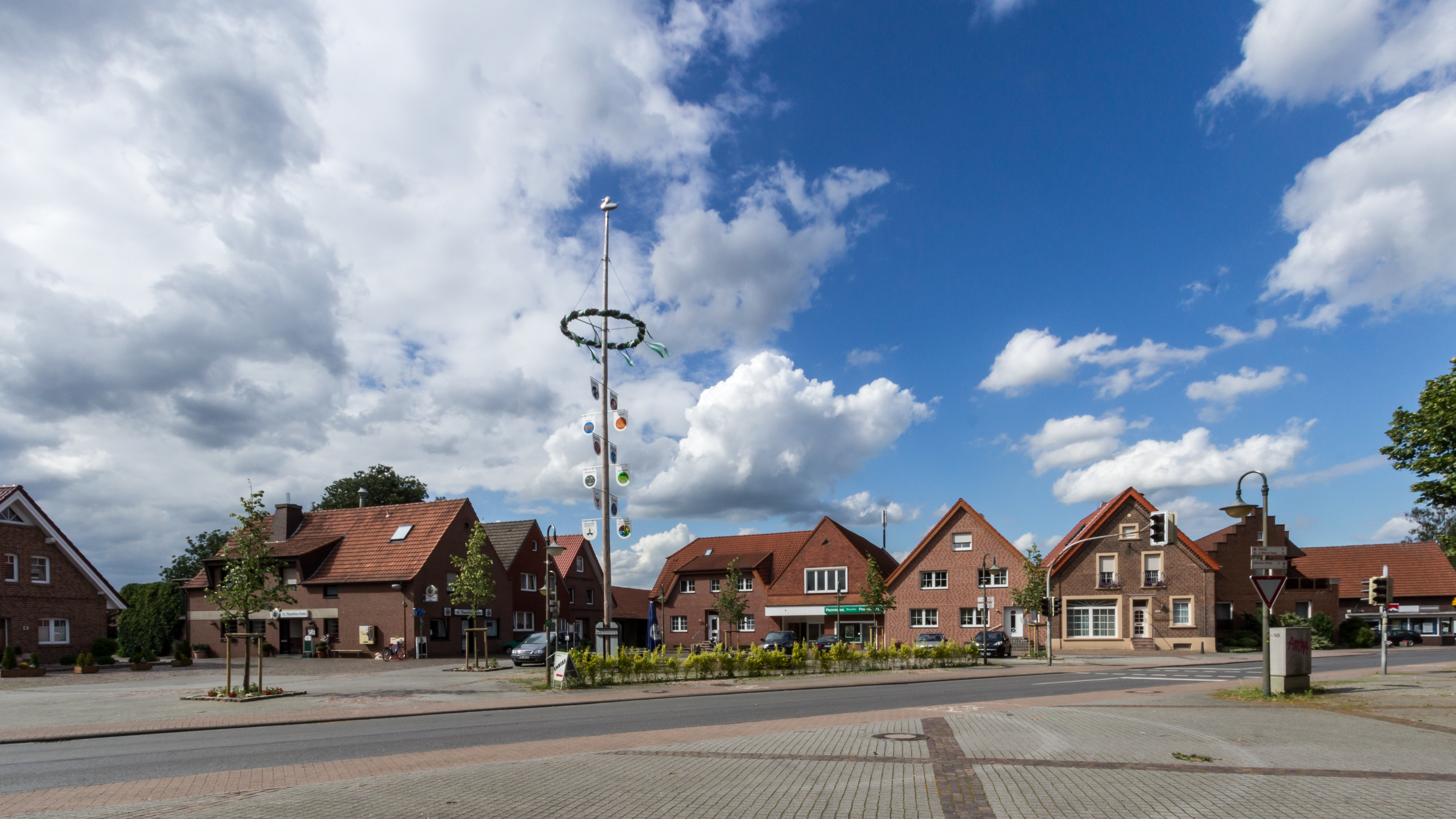
Dorfplatz mit Gänsebrunnen und Maibaum
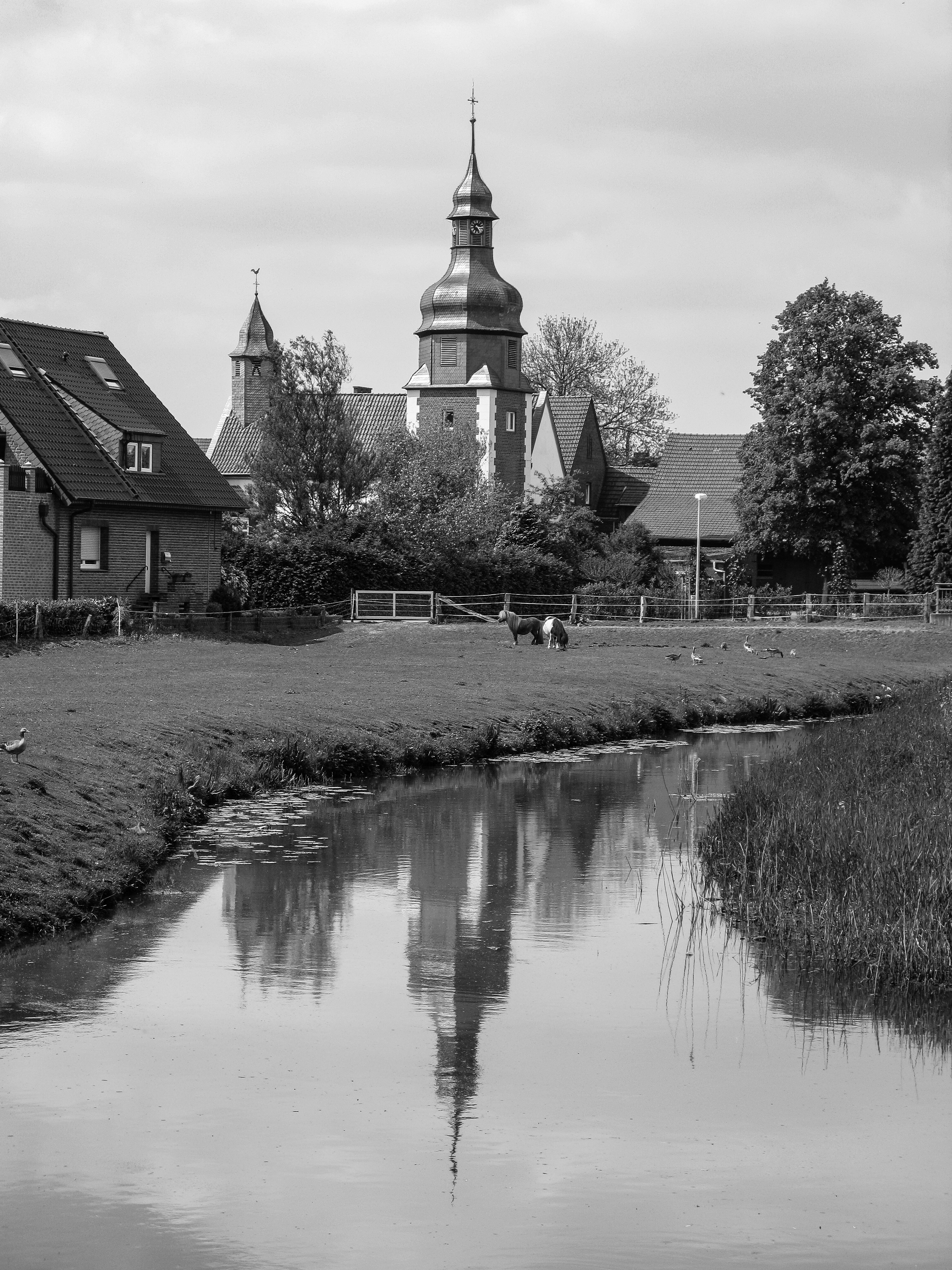
Kettbach und St.-Mauritius-Kirche
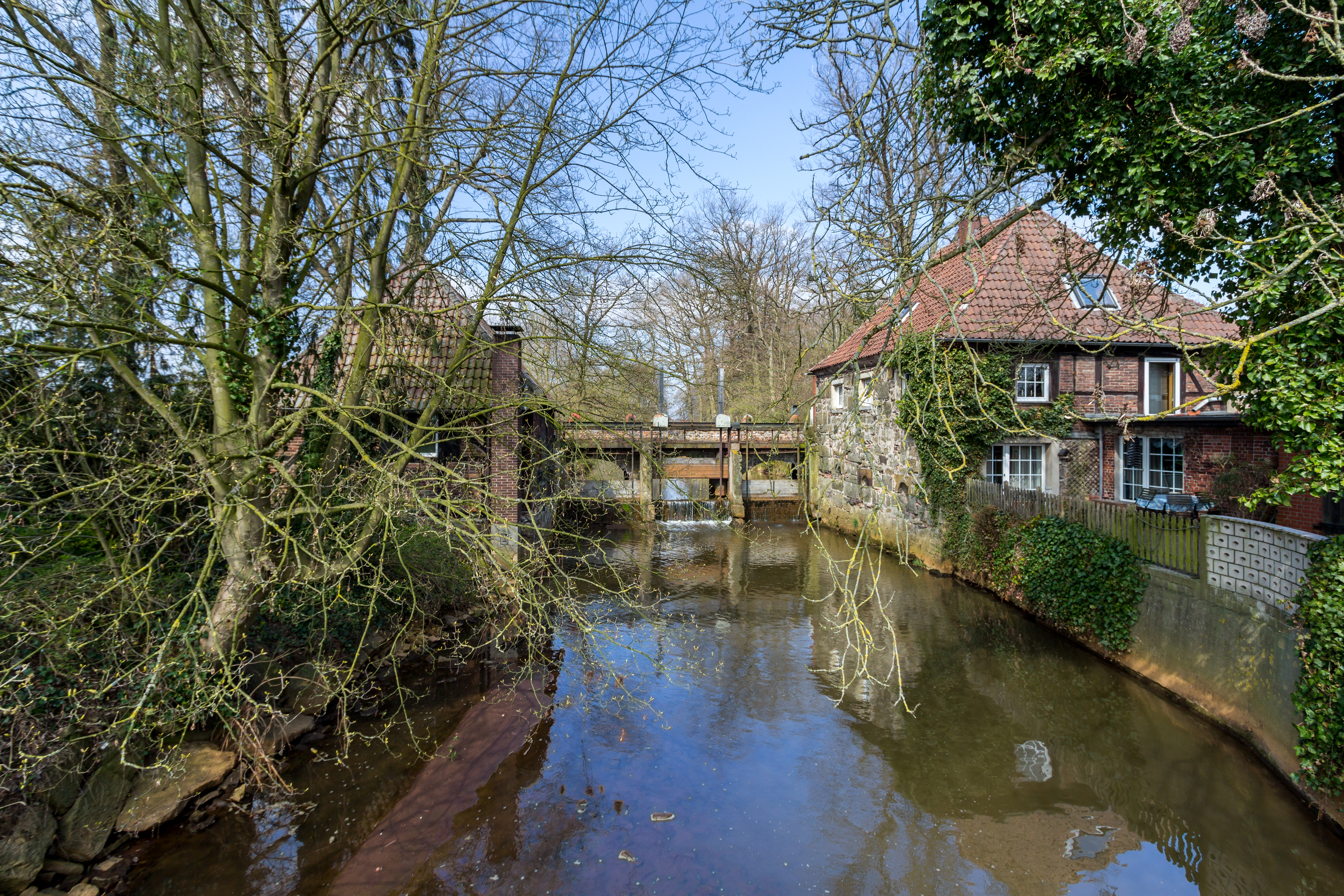
Große Teichsmühle
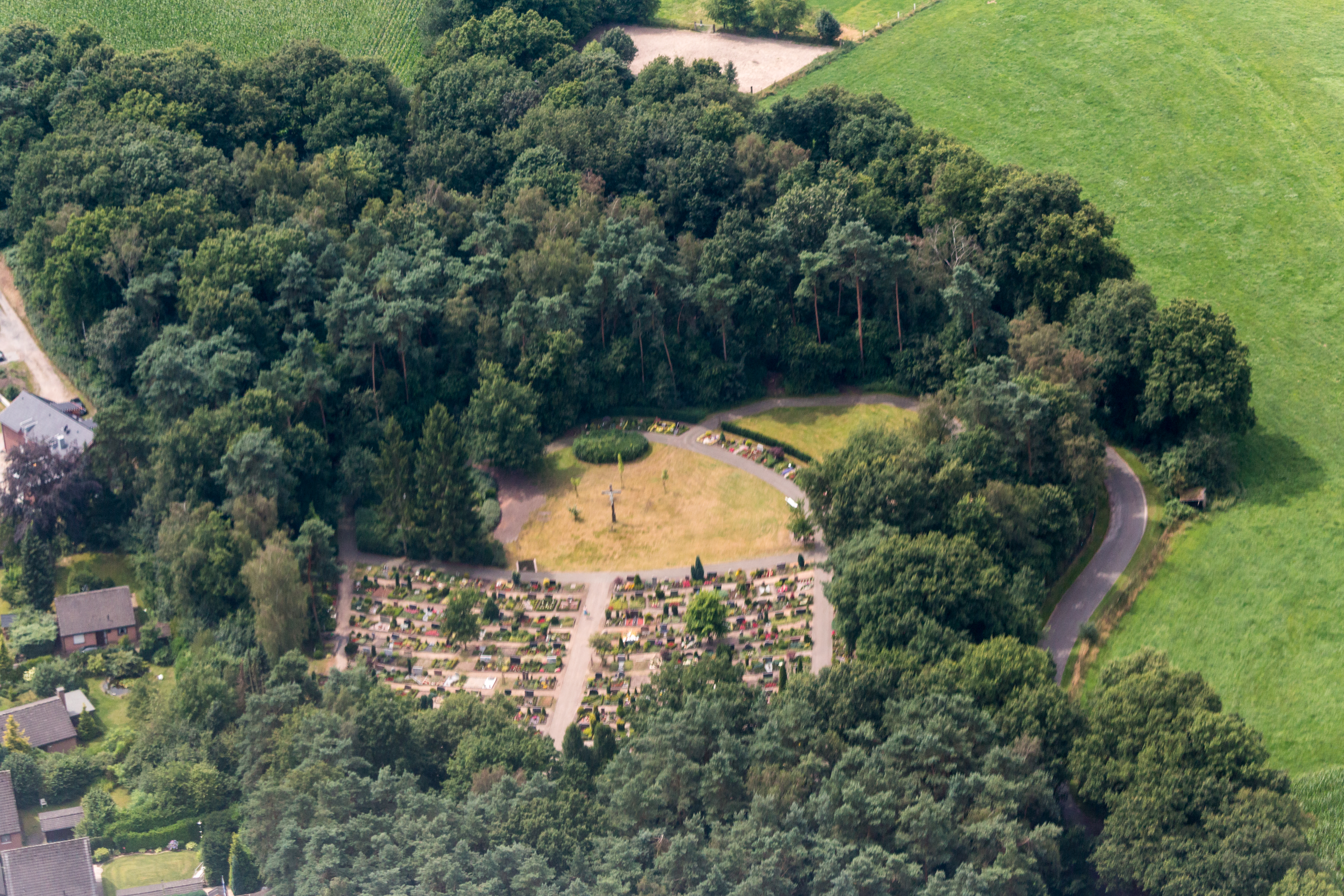
Friedhof
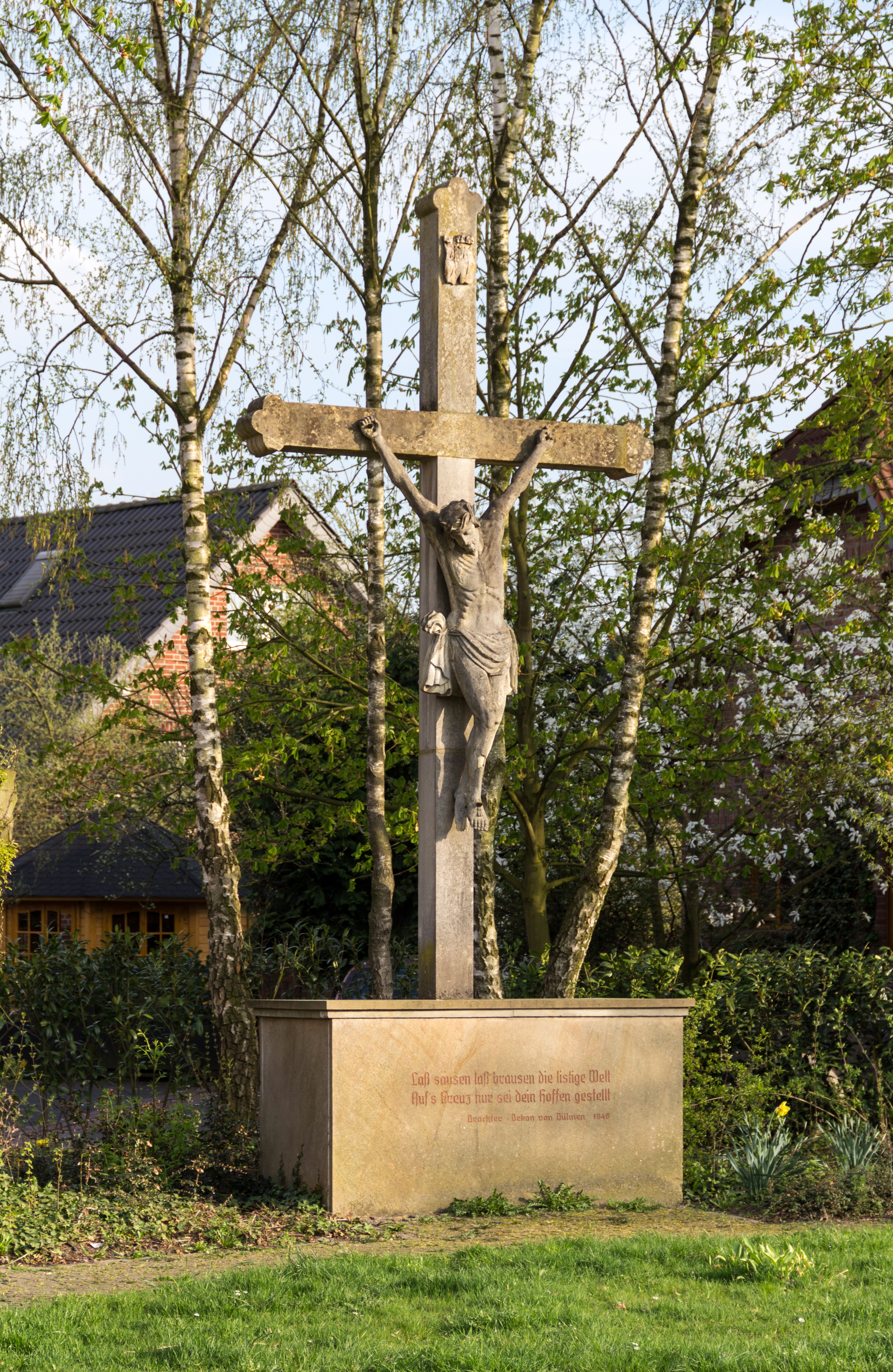
Wegekreuz an der Halterner Straße
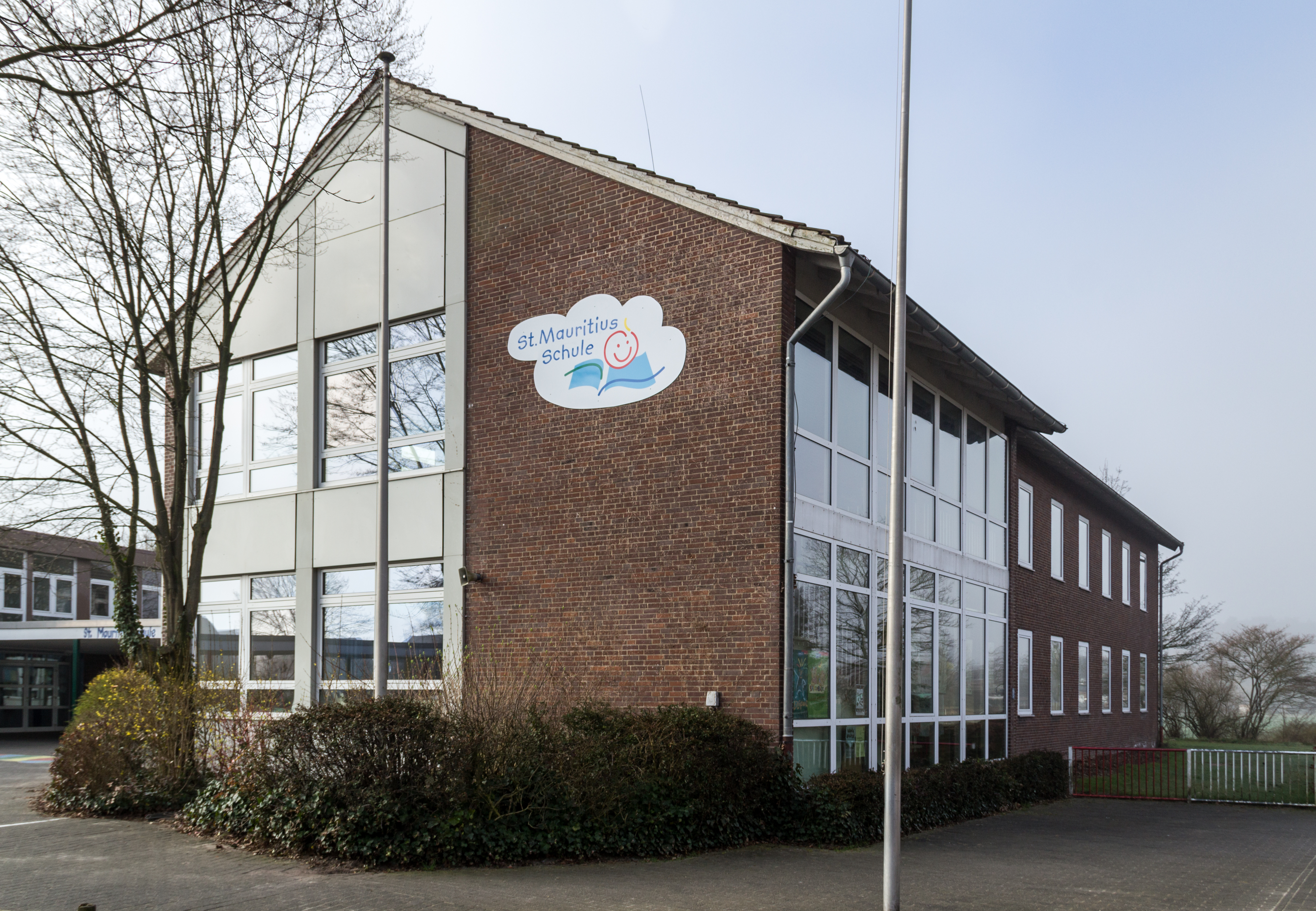
St.-Mauritius-Schule (Grundschule)
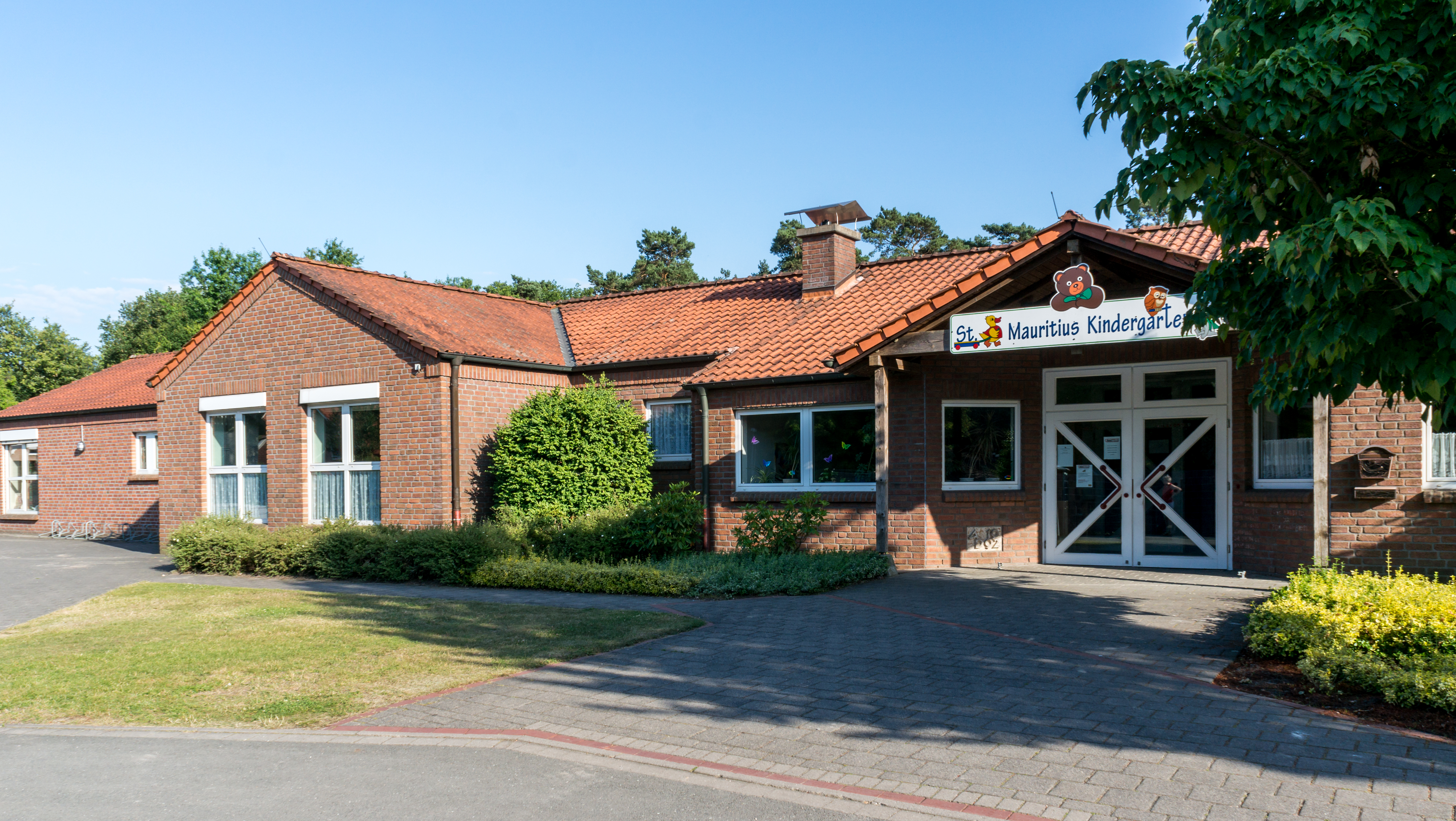
St.-Mauritius-Kindergarten
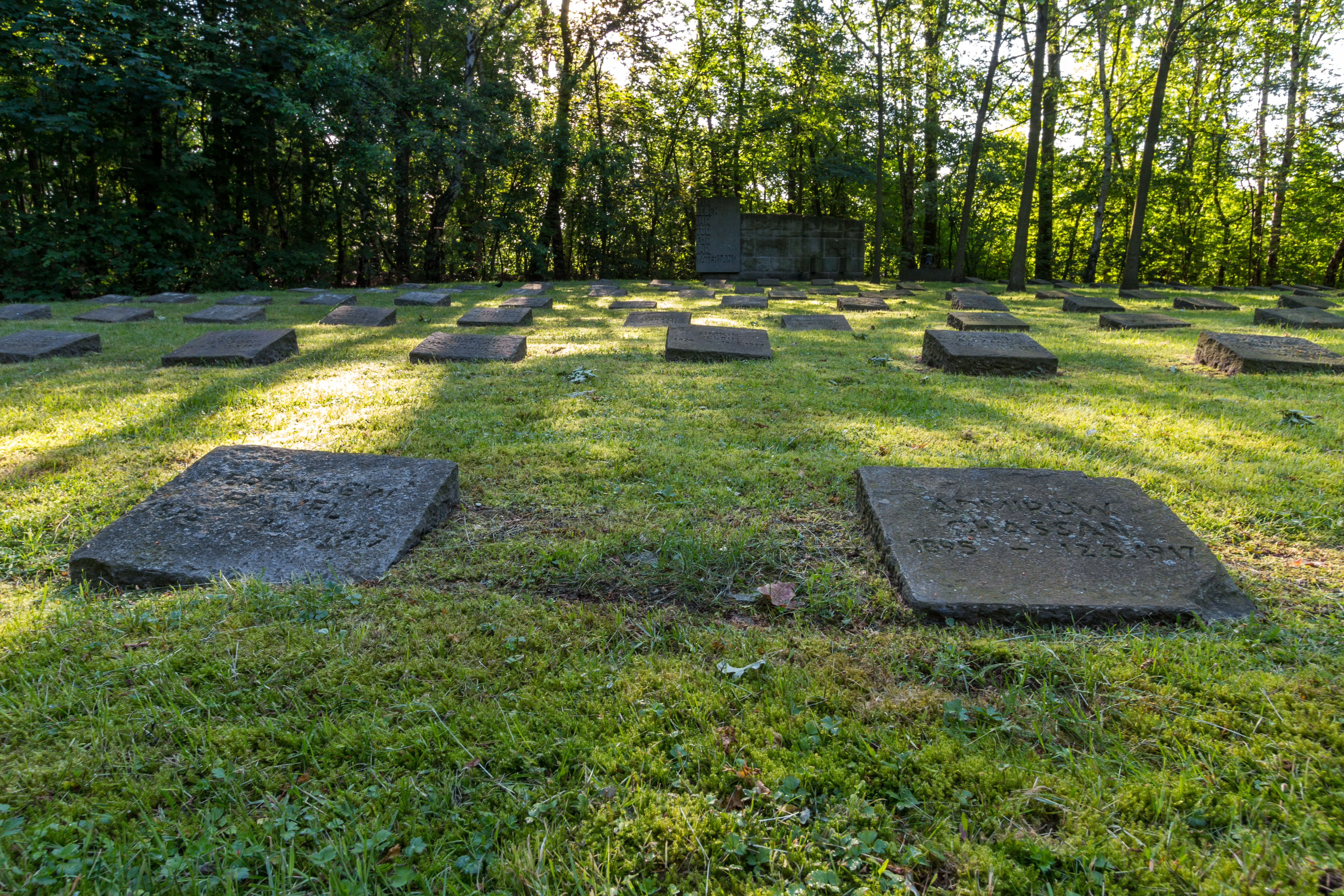
Ehrenfriedhof
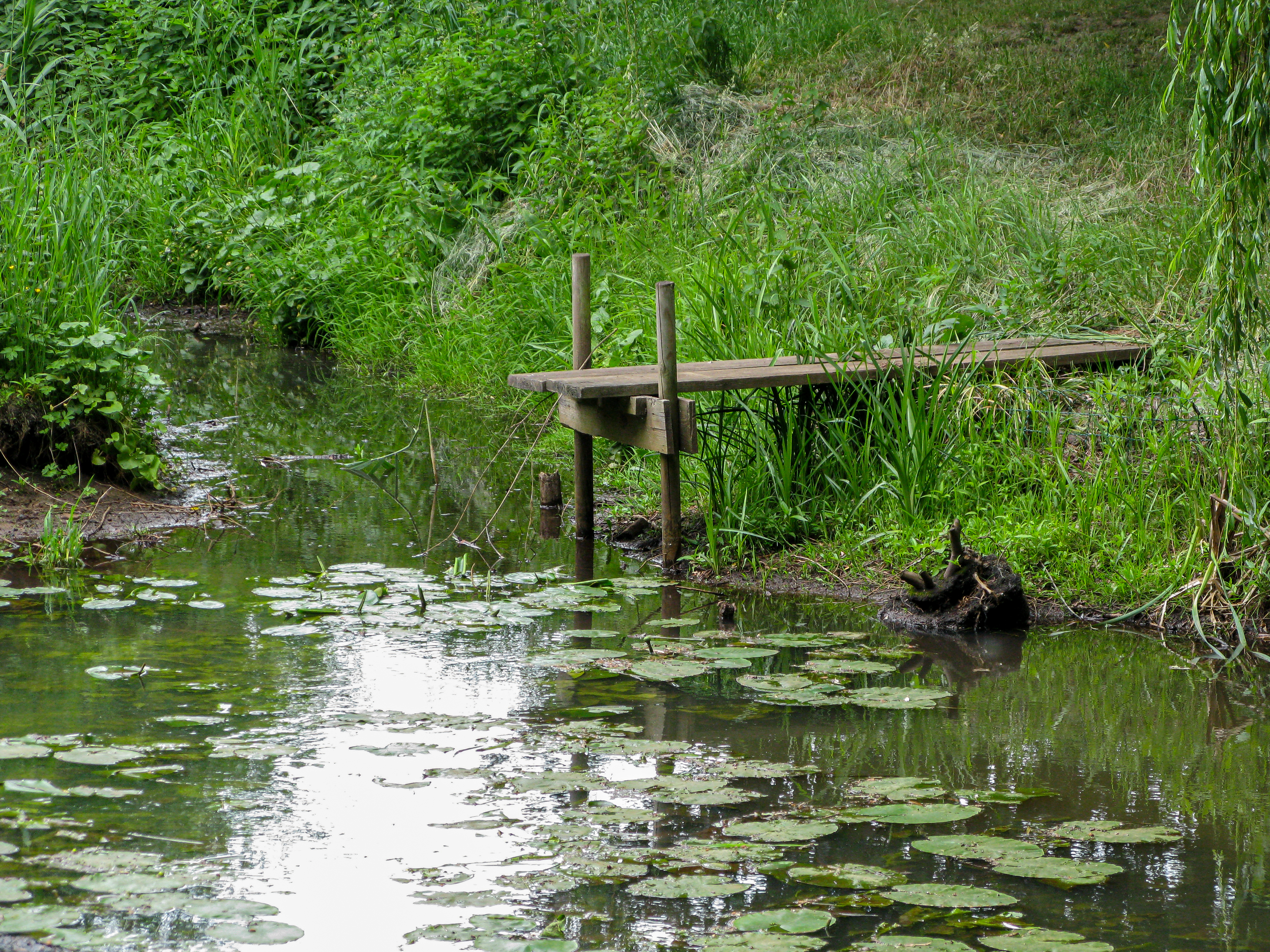
Idylle am Heubach

## Bildung
Zur Förderung und Bildung der Kinder des Ortes gibt es den St.-Mauritius-Kindergarten und die St.-Mauritius-Grundschule.

## Sport
Größter Sportverein des Stadtteils ist Grün-Weiß Hausdülmen 1928 e. V. mit über 800 Mitgliedern. Besonders erfolgreich ist hier die Indiaca-Abteilung mit u. a. mehreren nationalen Titeln. Mitgliederstärkste Abteilungen sind die Bereiche Fußball und Tennis. Die Sportstätte an der Sandstraße verfügt über zwei Fußball-Plätze (Rasen und Kunstrasen); drei Tennisplätze, zwei Beach-Indiaca-Felder sowie eine Boule-Bahn.